# Teoria aristotélica da gravitação

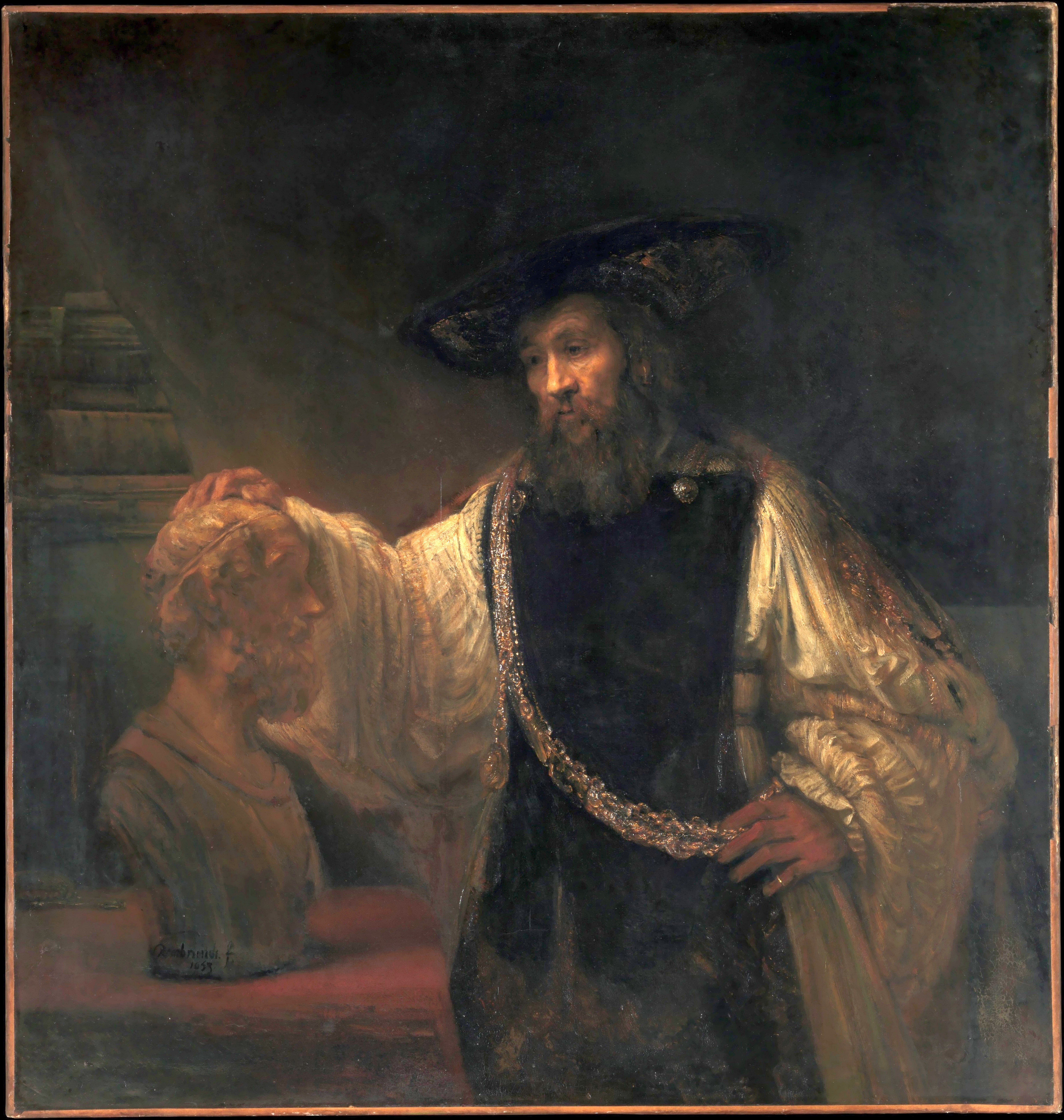
O famoso filósofo Aristóteles,retratado por Rembrandt.

O filósofo grego Aristóteles (384 a.C. - 322 a.C.) desenvolveu muitas teorias no campo da Física . Tais teorias envolviam o que Aristóteles descreveu como os quatro elementos. Aristóteles descreveu detalhadamente uma relação entre esses elementos, sua dinâmica, como eles uniam a Terra e como eram, em muitos casos, atraídos um pelo outro por forças não especificadas.
1. Lugares naturais: cada elemento preferia estar em um local diferente e específico no espaço, em relação ao centro da Terra, que também é o centro do universo.
2. Gravidade / Leviandade: para alcançar esta posição específica, os objetos sofreriam a ação de uma força para baixo ou para cima.
3. Movimento retilíneo: é o movimento em resposta a esta força: em linha reta a uma velocidade constante.
4. Relação com densidade e velocidade: a velocidade é inversamente proporcional à densidade do meio.
5. Impossibilidade da existência do vácuo: no vácuo o movimento teria velocidade infinita.
6. O éter preenchendo o espaço: todos os pontos do espaço são preenchidos pela matéria.
7. Um universo infinito: não poderia existir uma fronteira no espaço.
8. Teoria do continuum: entre os átomos existe o vácuo, por isso a matéria não pode ser diminuta, atômica.
9. Quintessência: objetos acima da superfície da Terra não são feitos de matéria originalmente terrestre.
10. Cosmo incorruptível e eterno: o Sol e os planetas são esferas perfeitas que não se alteram.
11. Movimento circular: os planetas descrevem um movimento circular perfeito.

A teoria aristotélica da gravidade afirmava que todos os corpos se movem em direção ao seu lugar natural. Para alguns objetos, Aristóteles afirmou que o lugar natural tinha de ser o centro da Terra, e, portanto, eles cairiam em direção a ela

## Física aristotélica
Aristóteles ensinava que os elementos que compunham a Terra eram diferentes daqueles que compunham o céu e o espaço exterior. Segundo ele, a maior parte da dinâmica dos movimentos foi determinada principalmente pela natureza e características próprias das substâncias que constituíam o objeto que realiza o movimento.

### Elementos
Aristóteles acreditava que havia quatro principais elementos, ou compostos, que modelavam a Terra: terra, ar, água e fogo — o termo “terra” se refere a um elemento puro que Aristóteles teorizou, e não o planeta Terra real, que é conhecido pela ciência moderna por ser composto por um grande número de elementos químicos e O mesmo vale para as outras terminologias utilizadas. “Ar” se refere a um elemento puro do ar, ao contrário do ar que se encontra na atmosfera terrestre, que também é composto por muitos elementos químicos. Ele também declarou que todo o céu e cada partícula de matéria pertencente ao universo eram formados a partir de um quinto elemento, chamado por ele de "aether" (também transliterado como "éter"), o qual era supostamente leve e "incorruptível". O éter também era conhecido pelo nome de "quintessência" — literalmente, "quinta substância".

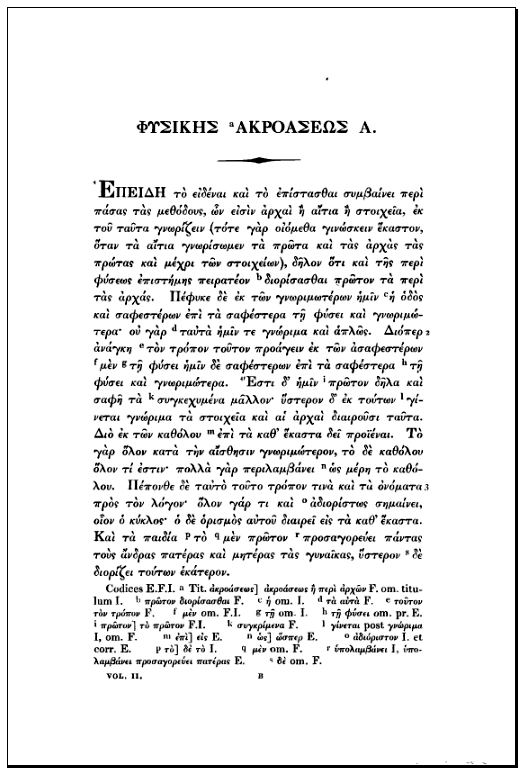
Página da edição 1837 de Física, de Aristóteles, um livro sobre assuntos variados, incuindo física e filosofia

Substâncias pesadas como o ferro e os metais eram consideradas como constituídas principalmente pelo “elemento” terra, numa quantidade limitada de matéria proveniente de outros elementos. Já outros objetos menos pesadas e/ou densos foram pensados como sendo menos terrestres, compostos por uma mistura mais intensa de outros elementos. Os seres humanos seriam constituídos de todas as substâncias, com exceção do éter, mas a proporção relativa entre os elementos era única para cada pessoa, não havendo nenhuma quantidade padrão para cada uma, dentro do corpo humano de cada pessoa.

### Dinâmica
Aristóteles defendia que cada um dos quatro elementos mundanos buscava uns aos outros e se aglomerava, e que era preciso impedir que esta busca por elementos similares fosse interrompida, o que era tão natural como dois ímãs que se repeliam ou a chuva caindo das nuvens. Por exemplo, como a fumaça era basicamente composta de ar, ela subiria naturalmente para encontrar o ar no céu. Também era ensinado que os objetos e a matéria só poderiam se mover enquanto houvesse uma forma de energia forçando-o em uma determinada direção. Por esta razão, se todas as forças aplicadas na Terra fossem eliminadas, como no lançamento de uma pedra, então nada poderia se movimentar. Esta ideia apresentava falhas que eram perceptíveis mesmo na época em que este conceito foi formulado. Muitas pessoas questionavam sobre como um objeto como uma flecha poderia continuar se movimentando para frente após se livrar da força exercida sobre a corda. Aristóteles propôs a ideia de que flechas e outros objetos criavam um tipo de vácuo que os forçavam para frente, o que era consistente com a sua visão do movimento como uma interação do objeto com o meio no qual se move. Como o movimento turbulento do ar em torno de uma flecha é muito complicado, e ainda não é totalmente compreendido, qualquer discrepância com a observação poderia ser varrida para baixo do tapete.
Uma vez que Aristóteles colocava o meio no centro de sua teoria sobre o movimento, não fazia sentido para ele a noção de um vazio ou vácuo central, como o da teoria atômica de Demócrito. O vácuo é um lugar isento de qualquer substância, e uma vez que Aristóteles afirmou que o estado de movimento exige a presença de um meio, ele chegou à conclusão de que o vazio era um conceito incompreensível. Aristóteles acreditava que o movimento de um objeto era inversamente proporcional à densidade do meio. Quanto mais rarefeito o meio, mais rápido é o movimento. Se um objeto está se movendo no vazio, Aristóteles acreditava que ele se moveria infinitamente veloz, de modo que a matéria preencheria imediatamente qualquer vazio gerado atrás do corpo.

### A gravidade
A teoria aristotélica da gravidade afirmava que todos os corpos se movem em direção ao seu lugar natural. Para alguns objetos, Aristóteles afirmou que o lugar natural tinha de ser o centro da Terra, e, portanto, eles cairiam em direção a ela. Para outros objetos, o lugar natural seria a esfera celeste e, como tal, gases — ou vapores, por exemplo — afastavam-se do centro da Terra em direção ao céu e à Lua. A velocidade desse movimento era supostamente proporcional à massa do objeto.

## Críticas medievais
Durante a Idade Média, a teoria aristotélica de gravidade foi pela primeira vez criticada e trocada
por João Filopono e, posteriormente, por físicos muçulmanos. Ja'far Muhammad ibn Mūsā ibn Shākir (800-873), dos Banū Mūsā, escreveu O Movimento Astral e A força de atração, onde ele relata sua descoberta de que havia uma força de atração entre os corpos celestes, nada mais que o prenúncio da lei da gravitação universal de Newton.
Ibn al-Haytham (965-1039) também discutiu a teoria de atração entre massas e, ao que tudo indica, ele estava ciente da magnitude da aceleração devida à gravidade, além de que o movimento dos corpos celestes "eram justificados pelas leis da física". Abū Rayhān al-Bīrūnī (973-1048) foi o primeiro a constatar que a aceleração está relacionada com um movimento não-uniforme, uma fração da segunda lei de Newton. Durante um debate com Avicena, al-Bīrūnī também criticou a teoria aristotélica da gravidade ao negar a existência da levitação ou gravidade nas esferas celestes, além da sua noção do movimento circular como sendo uma propriedade inerente dos corpos celestes.
Em 1121, al-Khazini, em O livro da harmonia da sabedoria, propôs que a gravidade e a energia potencial gravitacional de um corpo variam de acordo com sua distância ao centro da Terra. Hibat Allah Abu'l-Barakat al-Baghdaadi (1080-1165) escreveu uma crítica à física aristotélica, intitulada al-Mu'tabar, onde ele nega a ideia de Aristóteles de que uma força constante produz um movimento uniforme, ao constatar que a mesma, quando aplicada continuamente, produz uma aceleração, um princípio fundamental da mecânica clássica e uma forma primitiva da segunda lei de Newton para o movimento. Tal como Newton, ele descreve a aceleração como a taxa de variação da velocidade.
No século XIV, Jean Buridan desenvolveu a teoria do ímpeto, baseada na teoria do mayl, de Avicenna, e no trabalho de João Filopono, como uma alternativa à teoria aristotélica do movimento. A teoria do ímpeto, ou impulso, foi a precursora dos conceitos de inércia e momento linear na mecânica clássica.
No século XVI, al-Birjandi discutiu um possível movimento de rotação da Terra. Em sua análise sobre o que poderia ocorrer se a Terra girasse, ele desenvolveu uma hipótese semelhante à noção de Galileu Galilei de "inércia rotacional", a qual ele descreveu na seguinte experiência:
| “ | Uma pedra pequena ou grande cairá na Terra ao longo de uma trajetória retilínea que é perpendicular ao plano (sath) do horizonte; este fato é comprovado experimentalmente (tajriba). Esta perpendicular dista do ponto tangente à esfera terrestre ao plano do horizonte perceptível (hissi). Este ponto se move com a rotação da Terra e, portanto, não faz diferença o local de queda das duas pedras. | ” |

## Vida e morte da teoria aristotélica
O reinado dos conceitos da física aristotélica perdurou por quase dois milênios e constituiu todas as teorias especulativas mais antigas conhecidas da física. Após o trabalho de Alhazen, Avicena, Avempace, al-Baghdadi, Jean Buridan, Galileu, Descartes, Isaac Newton e muitos outros, foi comumente aceito que a física aristotélica não estava correta nem era viável. [3] Apesar disso, a física de Aristóteles foi capaz de sobreviver ao século XVII, e talvez mais, uma vez que os conceitos ainda eram lecionados nas universidades da época. O modelo de Aristóteles para a física foi o principal obstáculo acadêmico para a criação da ciência física moderna, mesmo muito depois da morte de Aristóteles.
Na Europa, a teoria de Aristóteles foi pela primeira vez derrubada de forma convincente através do trabalho de Galileu Galilei. Usando um telescópio, Galileu observou que a Lua não era totalmente lisa, e sim que havia crateras e montanhas, contrariando a ideia aristotélica de uma Lua incorruptível perfeitamente lisa. Galileu também criticou esta noção de forma teórica - uma Lua perfeitamente lisa que refletia a luz de forma desigual, como uma bola de bilhar brilhante, de modo que as bordas do disco lunar teriam um brilho diferente do ponto onde um plano tangente reflete a luz solar diretamente para os olhos. Uma lua áspera e montanhosa reflete a luz igualmente em todas as direções, cobrindo o disco lunar com aproximadamente o mesmo brilho que é observado. Galileu também observou que Júpiter tem luas, ou seja, outros objetos girando em torno de uma entidade diferente da Terra. Ele observou as fases de Vênus, demonstrando de forma convincente que Vênus, e por conseguinte Mercúrio, viaja ao redor do Sol, e não da Terra.
De acordo com a História, Galileu deixou cair bolas de diferentes massas e densidades da Torre de Pisa, verificando que esferas tanto leves como pesadas caíram quase à mesma velocidade. Na verdade, ele fez experimentos quantitativos com bolas rolando por um plano inclinado, uma forma de queda lenta o suficiente para ser avaliada sem instrumentos avançados.
Uma vez que Aristóteles não acreditava que o movimento podia existir na ausência de um meio circundante, ele não pôde tratar a resistência do ar como um fator complicador. Um corpo mais pesado cai mais rápido que um mais leve e de mesmo formato somente num meio denso como a água, e isto levou Aristóteles a especular que a taxa de queda é proporcional à massa e inversamente proporcional à densidade do meio. A partir de experiências com queda de objetos na água, ele concluiu que a água é aproximadamente dez vezes mais densa que o ar. Através da pesagem de um dado volume de ar comprimido, Galileu mostrou que esta estima perfeitamente a densidade do ar por um fator quarenta[16]. E de suas experiências com planos inclinados, ele concluiu que todos os corpos caem na mesma proporção, desprezando o atrito.
Galileu também aperfeiçoou um argumento teórico para apoiar a sua conclusão. Ele perguntou: se dois corpos de diferentes massas e diferentes graus de queda são amarrados por uma corda, o sistema combinado cairá mais rápido já que é mais maciço, ou o corpo mais leve em sua queda lenta será retido pelo corpo mais pesado? Nenhuma delas é a explicação correta: todos os sistemas caem à mesma razão [15].
Os seguidores de Aristóteles estavam cientes de que o movimento dos corpos em queda não era uniforme, mas que adquiria velocidade com o tempo. Como o tempo é uma quantidade abstrata, os peripatéticos postularam que a velocidade era proporcional à distância. Galileu estabeleceu experimentalmente que a velocidade é proporcional ao tempo, mas ele também deu um argumento teórico de que não havia possibilidade de ela ser proporcional à distância. Em termos modernos, se a taxa de queda é proporcional à distância, a equação diferencial para a distância y percorrida após um tempo t é
{\displaystyle {dy \over dt}=y}
com a condição {\displaystyle y(0)=0}. Galileu demonstrou que este sistema permaneceria em {\displaystyle y=0} em todos os tempos. Se uma perturbação modifica o sistema em movimento, o objeto seria acelerado exponencialmente no tempo, e não de forma quadrática.
De pé sobre a superfície da Lua em 1971, David Scott repetiu a famosa experiência de Galileu ao soltar uma pena e um martelo de cada mão ao mesmo tempo. Na ausência de uma atmosfera natural, os dois objetos caíram e tocaram a superfície da Lua ao mesmo tempo.
Com sua lei da Gravitação Universal, Isaac Newton foi o primeiro a escrever matematicamente a teoria correta para a gravidade. Nesta teoria, qualquer massa é atraída em direção a qualquer outra massa através de uma força que decresce com o quadrado da distância. Em 1915, a teoria de Newton foi modificada por Albert Einstein, que desenvolveu uma nova imagem da gravitação, sob o âmbito da sua teoria da relatividade geral. Veja gravidade para uma discussão mais completa e detalhada.
(Explicação resumo)